# Cáncer de hombre heterosexual
El cáncer de hombre heterosexual es un neologismo despectivo usado por feministas chinas para describir a los hombres que apoyan roles de género tradicionales y, por tanto, según la teoría feminista, son sexistas y chovinistas. Acuñado por usuarias de las redes sociales chinas Douban y Weibo a mediados de 2014, se refiere a los hombres conservadores que defienden los valores patriarcales tradicionales y menosprecian al movimiento feminista optando por un sentimiento más nacionalista y hostil a ideas y personas extranjeras.
El término se originó en la China continental. Se hizo popular en 2015 cuando el erudito Zhou Guoping fue acusado de tener la enfermedad después de una publicación en Weibo. Sin embargo, en los últimos años, el uso del término ha sido acusado de misandria y ha recibido una reacción negativa significativa en las redes sociales con contrainsultos como "cáncer feminista" (el equivalente chino de "feminazi").